# اليسار الفرنسي

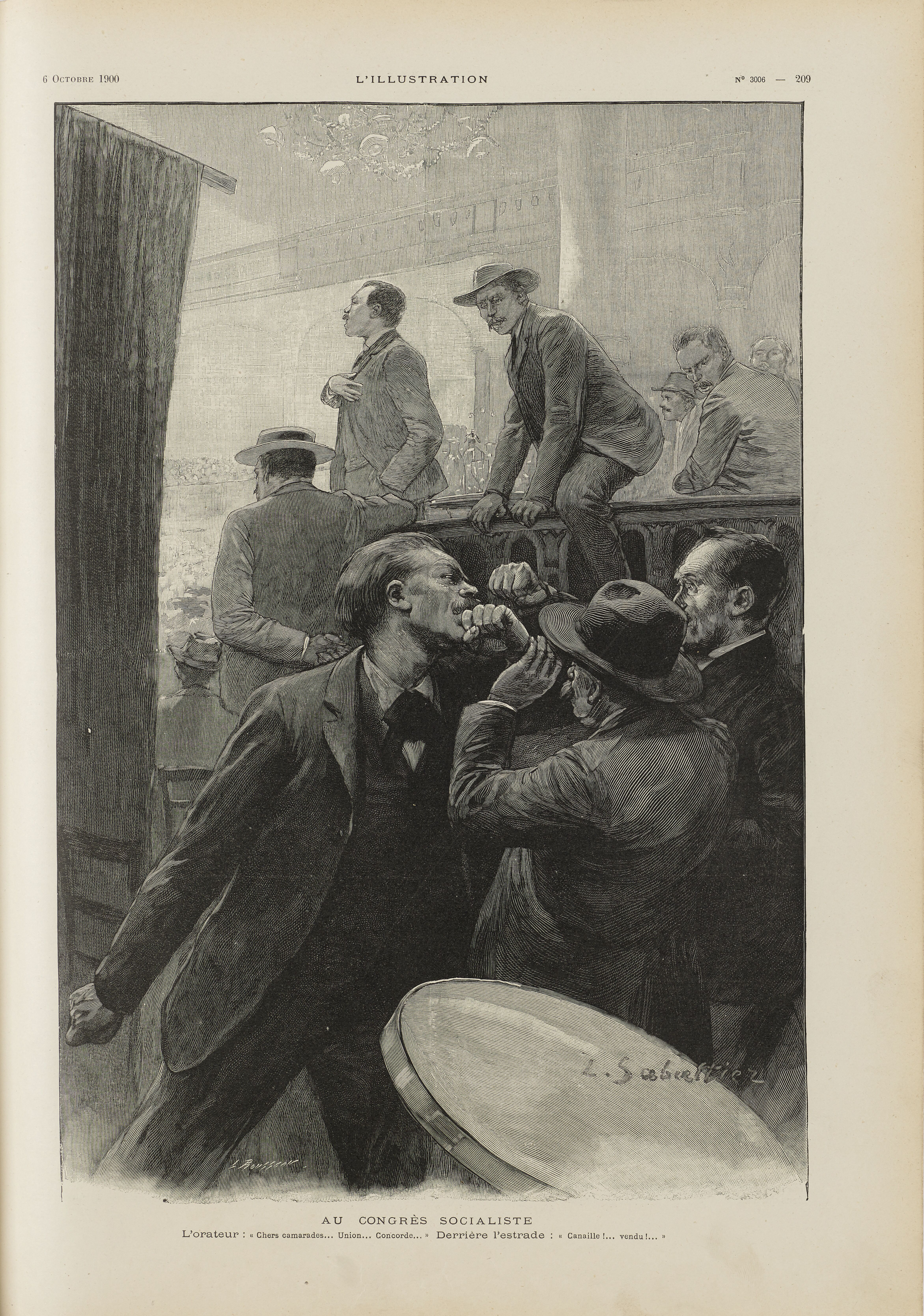
المناهضون والملاكمون خلال المؤتمر الاشتراكي الفرنسي الوحدوي الثاني الذي عقد في غرفة فغرام من 28 إلى 30 سبتمبر 1900. انسحب حزب العمال الفرنسي لجول غوسد من الحركة الوحدوية التي أرادها جان جوريس. تبع ذلك انقسام الحزب الاشتراكي الثوري (إدوارد فيلان ومارسيل سمبات) في نهاية مايو 1901.

مثّل اليسار في فرنسا في بداية القرن العشرين حزبان سياسيان رئيسيان: الحزب الجمهوري الراديكالي وضم الاشتراكيين الراديكاليين والفرع الفرنسي للأممية العمالية (إس إف آي أو)، الذي أُنشئ عام 1905 بعد اندماج أحزاب ماركسية مختلفة. إلا أنه في عام 1914، بعد اغتيال قائد الحزب جان يوريس، الذي تبنى خطًا أمميًا ومعاديًا للنزعة العسكرية، وافق الفرع على الانضمام إلى التحالف المقدس للجبهة الوطنية. مع تداعيات الثورة الروسية وانتفاضة سبارتاكوس في ألمانيا، قسَّم اليسار الفرنسي نفسه إلى إصلاحيين وثوريين خلال مؤتمر تور الذي شهد انشقاق غالبية أعضاء الفرع ليشكلوا التجمع الفرنسي للشيوعيين الأمميين. عُزِل اليسار الفرنسي الأول عادًة ضمن الحركات الجمهورية.

## اليمين واليسار في فرنسا
يُستمدّ التمييز بين الجناحين اليميني واليساري في السياسة من ترتيب المقاعد الذي بدأ خلال مؤتمر الجمعية الوطنية في 1789 (جلس مندوبو اليعاقبة الأكثر راديكالية على مقاعد يسار الصالة). خلال القرن التاسع عشر، كان الخط الأساسي الذي قسَّم اليمين واليسار في فرنسا بين مؤيدي الجمهورية وأولئك الذين أيدوا المَلَكية. على اليمين، تبنّى مؤيدو الشرعية آراءًا مضادًة للثورة ورفضوا أي تسويةٍ مع الأيديولوجيات الحديثة في حين كان الأورليانيون يأملون بإقامة ملكية دستورية، تحت حكم فرعهم المفضل من العائلة الملكية، الأمر الذي سيغدو واقعًا لفترة وجيزة بعد ثورة يوليو 1830. كانت الجمهورية بذاتها، أو كما سماها الجمهوريون الراديكاليون، الجمهورية الاشتراكية الديمقراطية، هدف حركة العمال الفرنسيين، وكانت أيضًا القاسم المشترك الأدنى لدى اليسار الفرنسي. كانت انتفاضة أيام يونيو خلال الجمهورية الثانية محاولة اليسار لإثبات نفسه بعد ثورة 1848، التي تعثرت براديكاليتها المنقسمة التي شاطرهم إياها عدد قليل جدًا من السكان (كانوا ريفيين في الغالب).
بعد انقلاب نابليون الثالث عام 1851 والتأسيس اللاحق للإمبراطورية الثانية، أُقصي اليسار عن الساحة السياسية ورَكّز على تنظيم العمال. تألفت حركة العمال الفرنسيين المتعاظمة من تيارات متنوعة؛ بدأت الماركسية بمنافسة الجمهورانية الراديكالية و«الاشتراكية الطوباوية» الخاصة بأوغست كومت وتشارلز فورييه اللذان خيبا آمال كارل ماركس. امتزجت الاشتراكية مع مُثُل الجمهورانية الراديكالية اليعقوبية مفضيًة إلى وضع سياسي فريد احتضن النزعة القومية وتدابيرًا اشتراكية، وديمقراطية وعداء للإكليروس (معارضة لدور الكنيسة في التحكم بالحياة الثقافية والاجتماعية الفرنسية) والتي تبقى جميعها معالمًا مميزة لليسار الفرنسي. استمر معظم الكاثوليكيون المزاولون للعبادة بالتصويت للمحافظين في حين واستمرت المناطق التي تقبّلت أفكار ثورة 1789 بالتصويت للاشتراكيين.

## تاريخ

### القرن التاسع عشر
كانت باريس طوال القرن التاسع عشر المسرح الدائم للحركات التمردية ومعقل الثوريين الأوربيين. بعد الثورة الفرنسية في 1789 والإمبراطورية الفرنسية الأولى، عادت العائلة الملكية السابقة إلى السلطة في استعادة بوربون. سيطر على استعادة بوربون المعادون للثورة الذين رفضوا كل إرث الثورة وهدفوا إلى إعادة تأسيس حق الملوك الإلهي. ضرب الإرهاب الأبيض اليسار، في حين حاول الملكيون المتطرفون الالتفاف على ملكهم في حقه. إلا أن عناد الملكيين المناصرين للشرعية أفضى في النهاية إلى سقوط شارل العاشر خلال الأيام الثلاثة المجيدة، أو ثورة يوليو 1830. وصلت حيننئذ أسرة أورليان، فرع الكاديت من البوربون، إلى السلطة مع لويس فيليب، مُشيّدًا النفوذ الجديد لثاني أهم تقليد في الجناح اليميني لفرنسا (وفق التصنيف الشهير للمؤرخ رينيه ريموند)، الأورليانيين. بكونهم أكثر ليبرالية من المؤيدين الأرستقراطيين للبوربون؛ هدِف الأورليانيون إلى تحقيق صيغة من التوافق الوطني، الأمر الذي تجسّد بمقولة لويس فيليب الشهيرة في يناير 1831: «سنحاول البقاء في الوسط، وعلى مسافة واحدة من تجاوزات السلطة الشعبية وإساءة استعمال السلطة الملكية».

### ملكية يوليو
قُسِّمت مَلَكية يوليو إلى مناصرين لل«الملك المواطن» وللمَلَكية الدستورية ولحق الاقتراع العام، ومعارضة الجناح اليميني للنظام (مؤيدو الشرعية) ومعارضة الجناح اليساري (الجمهوريون والاشتراكيون).  
قُسِّم الموالون إلى حزبين، الحزب المحافظ، يمين الوسط بارتي دو ريسيستنس (حزب المقاومة)، والحزب الإصلاحي، يسار الوسط بارت موفمنت (حزب الحركة). في ذلك الوقت كان الجمهوريون والاشتراكيون، الذين طالبوا بإصلاحات اجتماعية وسياسية، تشمل حق الاقتراع العام والحق في العمل (دو تغافاي)، في أقصى يسار الرقعة السياسية. أيد حزب الحركة النزعة القومية في أوروبا، التي كانت تحاول، في أوروبا كلها، هز قبضة الامبراطوريات المتنوعة من أجل إنشاء دول قومية. لسانها الناطق كان صحيفة لو ناسيونال. كان يمين الوسط محافظًا وأيّد السلام مع ملكيات أوروبا وكان لسانه الناطق صحيفة لو جوغنال دي ديبات.
القانون الاجتماعي الوحيد لبرجوازية ملكية يوليو كان حظرها، عام 1841، عمالة الأطفال تحت سن الثامنة، والعمل الليلي لمن هم تحت سن الثالثة عشر. إلا أنه بالكاد طُبِّق القانون. تصور المسيحيون «اقتصادًا خيريًا»، في حين أن انتشرت أفكار الاشتراكية، وعلى وجه الخصوص الاشتراكية الطوباوية (القديس سيمون تشارلز فورييه). نظّر لويس أوغست بلانك لانقلابات اشتراكية، ونظّر المفكر الاشتراكي والفوضوي بيير جوزيف برودون لنظرية تبادل المنافع والمصالح، في حين وصل ماركس إلى باريس عام 1843 وهناك قابل فريدريك إنجلز.
أتى ماركس إلى باريس للعمل مع أرنولد روغ، ثوري آخر من ألمانيا، على مجلة الحوليات الألمانية الفرنسية، في حين كان إنجلز قد أتى خصيصًا لمقابلة ماركس. هناك أطلعه على الكتاب الذي ألّفه، أوضاع الطبقة العاملة في إنجلترا. كتب ماركس للصحيفة الثورية فورفارتز، التي أنشاتها وأدارتها جماعة سرية تُدعى رابطة العدل، وأسسها العمال الألمان في باريس عام 1836 وألهمها الثوري غراتشوس بابيوف ومَثَله عن العدالة الاجتماعية. رابطة العدل كانت مجموعة منشقة عن رابطة العدل التي أُسِّست قبل عامين في باريس من قبل ثيودور شوستر فيلهيلم فايلتنغ ومهاجرين ألمان آخرين، معظمهم عمال مهرة. كانت مؤلفات فيليب بوناروتي قد ألهمت شوستر. كان للرابطة بنية هرمية ألهمتها جماعة كاربوناري السرية الجمهورية، وتشاركت بأفكارٍ مع سان سيمون ومع اشتراكية تشارلز فورييه الطوباوية. كان هدفهم تأسيس (جمهورية اشتراكية) في ولايات ألمانية تحترم «الحرية» و«المساواة» و«الفضيلة المدنية».
كانت رابطة العدل قد شاركت في انتفاضة بلانك في مايو 1839 في باريس. بعد طردها من فرنسا، انتقلت رابطة العدل إلى لندن، وتحولت لاحقًا إلى الرابطة الشيوعية.
في وقت فراغه، درس ماركس برودون، وطوّر نظريته في الاغتراب في المخطوطات الفلسفية والاقتصادية 1844، التي نشرت بعد وفاته، وكذلك طوّر نظرية في الأيديولوجيا في الأيديولوجيا الألمانية (1845)، التي انتقد فيها الهيغليين الشبان: «لم يخطر على بال أيٍ من هؤلاء الفلاسفة أن يتساءل عن الصلة بين الفلسفة الألمانية والواقع الألماني، عن الصلة بين نقدهم ومحيطهم المادي». للمرة الأولى، ربط ماركس تاريخ الأفكار بالتاريخ الاقتصادي، رابطًا «البنية الفوقية الأيديولوجية» مع «البنية التحتية الاقتصادية»، ورابطًا بذلك الفلسفة والاقتصاد معًا. مُلهَمًا من قبل كل من جورج فيلهيلم فريدريش هيغل وآدم سميث، تصور نظرية أصلية مبنية على المفهوم الماركسي الأساسي في الصراع الطبقي، الذي بدا له بديهيًا في سياق التمرد والاضطراب الدائم الباريسيين. ختم مقالته بـ«الأيديولوجيا المهيمنة هي أيديولوجيا الطبقة المسيطرة»، واضعًا برنامجًا لسنوات قادمة، وهو برنامج شُرح بصورة أوسع في البيان الشيوعي الذي نُشر في 21 فبراير 1848، كبيان للرابطة الشيوعية، قبل إعلان الجمهورية الثانية بثلاثة أيام. بعد اعتقاله ونفيه إلى بلجيكا، دُعي ماركس من قِبل النظام الجديد للعودة إلى باريس، حيث شهد انتفاضة أيام يونيو مباشرة.